# Домузтепе
37°19′16″ пн. ш. 37°02′08″ сх. д. / 37.32098056° пн. ш. 37.03568056° сх. д.
Домузтепе (тур. Domuztepe, буквально «свиняче тепе») — велике поселення епохи пізнього неоліту на південному сході Туреччини, 
заселене близько 6200 р. до Р.Х. та покинуте близько 5450 р. до Р.Х.
Пам'ятник розташований на південь від міста Кахраманмараш.
Площа пам'ятника становить близько 20 га.
Хронологічно відноситься до халафської культурі і є найвідомішим поселенням 6 тисячоліття до Р. Х.
Розкопки Домузтепе проводила в 1995-2006 рр. група археологів з Манчестерського університету і Каліфорнійського університету.
Розкопки поновилися в 2008 р як спільний проект Манчестерського університету і Британського музею.

## Історія населення
Поселення в Домузтепе виникло не пізніше керамічного неоліту (близько 6400 р. до Р.Х.), проте, ймовірно, було населене і раніше.
Наприкінці пізнього халафського періоду заселені були майже всі 20 гектарів зони сучасних археологічних розкопок.
Наприкінці халафського періоду (близько 5450 р. до Р.Х.) поселення було залишено.
Нове велике поселення виникло на цьому ж місці під час еллінізму. Археологи виявили тут невелике християнське кладовище.
Розкопана частина доісторичного поселення виникла в перехідний період між керамічним неолітом і раннім халафським періодом (6100 р. до Р. Х.) і продовжувала існувати до приблизно 5450 р. до Р.Х.
Серія розкопок виявила фрагменти поселення халафського періоду: будівлі з круглою і прямокутною базою, кераміку, кам'яні чаші, намиста, статуетки, оброблені кам'яні знаряддя, кістяні знаряддя і печатки, а також велику кількість кісток тварин і залишків рослин.

## Колодязь смерті
D 1997-2003 археологи розкопали в Домузтепе велике комплексне поховання, яке здобуло назву - «Колодязь смерті». Діаметр «колодязя» становить понад 3 метрів, а глибина - близько 1,5 метра. Він заповнений шарами, кісток людей та тварин що окремо лежать, осколків кераміки та іншими артефактами. Ймовірно, церемонії, в результаті яких утворювалися подібні шари, могли тривати тижнями і складатися з декількох етапів. Найдавніший шар у Колодязі смерті містить кістки тварин, мабуть, залишилися від великого свята з жертвопринесенням. У пізніших шарах виявлено останки до 40 різних людей. Тіла сильно фрагментовані, що не виключає можливість канібалізму. Після того, як Колодязь смерті був заповнений, він був покритий товстим шаром попелу і відзначений великими палями. Пізніші поховання людських останків виявлені по краях колодязя.